# Жан Тремуле
Жан Тремуле, народився 12 квітня 1909 року в Везак (Дордонь), помер 13 жовтня 1944 року в Сажела (Дордонь), французький автогонщик. 